# Enoteca Regionale di Sicilia
Le Enoteche Regionali di Sicilia (o della Sicilia) sono tre società medesime ma distinte, istituite dall'Assessorato Regionale delle Risorse Agricole e Alimentari che ne ha promosso la costituzione con atto pubblico.

## Storia
Il progetto, creato e finanziato dalla Regione Siciliana, riguardante le Enoteche di Sicilia è nato nel 2002 con LR 2-8-2002 n. 5, la quale istituiva delle Strade e delle Rotte del vino coadiuvate inizialmente da due Enoteche Regionali (occidentale e orientale).
L'enoteca alcamese (occidentale) ha sede presso il Castello dei Conti di Modica, costruzione di epoca medievale situata nel centro della città del Libero consorzio comunale di Trapani. L'enoteca orientale è invece ubicata ai piedi dell'Etna, all’interno del Castello di Lauria, di origine normanna (XII sec.), che fu anche residenza dell'ammiraglio Ruggiero di Lauria. L'edificio si trova a Castiglione di Sicilia, nella Città metropolitana di Catania. Tra i soci fondatori, oltre ai Comuni delle sedi, vi sono varie associazioni.
La terza ed ultima nata, ovvero l’Enoteca Regionale di Sicilia – Sede del Sud Est, sita a Vittoria (nel Libero consorzio comunale di Ragusa), è stata inaugurata nel 2024 e ne fanno parte il Consorzio di tutela Cerasuolo di Vittoria DOCG e Vittoria DOC, il Comune di Vittoria e le associazioni di categoria del territorio. L'ente è stato istituito con legge regionale n.13 del 2022 ed ha sede nello storico Palazzo Carfì (esempio di espressione del Liberty a Vittoria), messo a disposizione dal Comune della città ipparina, il quale ha usufruito di un contributo regionale di € 200.000,00 per le spese di costituzione e gestione.

## Attività
Le tre enoteche istituite dalla Regione Siciliana hanno il compito di presentare una selezione dei vini regionali in sedi adeguate che abbiano idonei requisiti storici ed architettonici, svolgere azioni tendenti a valorizzare i vini regionali e a promuoverne la conoscenza ed il consumo, anche tramite attività di degustazione e di vendita. Gli enti hanno inoltre il dovere di organizzare corsi e stage nonché incentivare la cultura vitivinicola, altresí tramite produzione e divulgazione di materiale informativo ed editoriale. Tutti i produttori, i consorzi di tutela e le associazioni, possono utilizzare strumenti ed opportunità che l'organizzazione degli enti offre. Le enoteche sono libere di predisporre attività sia sul territorio nazionale che internazionale.